# Châteauneuf-en-Thymerais
Châteauneuf-en-Thymerais ist eine französische Gemeinde mit 2632 Einwohnern (Stand 1. Januar 2022) im Département Eure-et-Loir in der Region Centre-Val de Loire; sie gehört zum Arrondissement Dreux und ist Hauptort des Kantons Saint-Lubin-des-Joncherets. Deutsche Partnergemeinde ist Floh-Seligenthal.

## Geschichte
1058 stellte sich Albert Ribaud, Herr des Thymerais gegen Herzog Wilhelm II. von Normandie. Wilhelm bemächtigte sich des Ortes Thimert und setzte dort einen Statthalter ein. Im Jahr darauf eroberte König Heinrich I. von Frankreich die Burg und ließ sie niederreißen. Mit den Trümmern dieser Burg baute Gaston (oder Gazon), der Bruder Alberts auf einer Waldlichtung in einiger Entfernung eine neue Burg und nannte sie Chastel-neuf. Um die Burg bildete sich der gleichnamige Ort, der bald zum Zentrum des Thymerais wurde. 1169 wurde diese Burg von König Heinrich I. von England geplündert, später von König Heinrich II. von England ein zweites Mal, der die Festung auch niederbrennen ließ. 1189 baute Hugues III. du Châtel, Seigneur du Thymerais sie ein weiteres Mal auf.

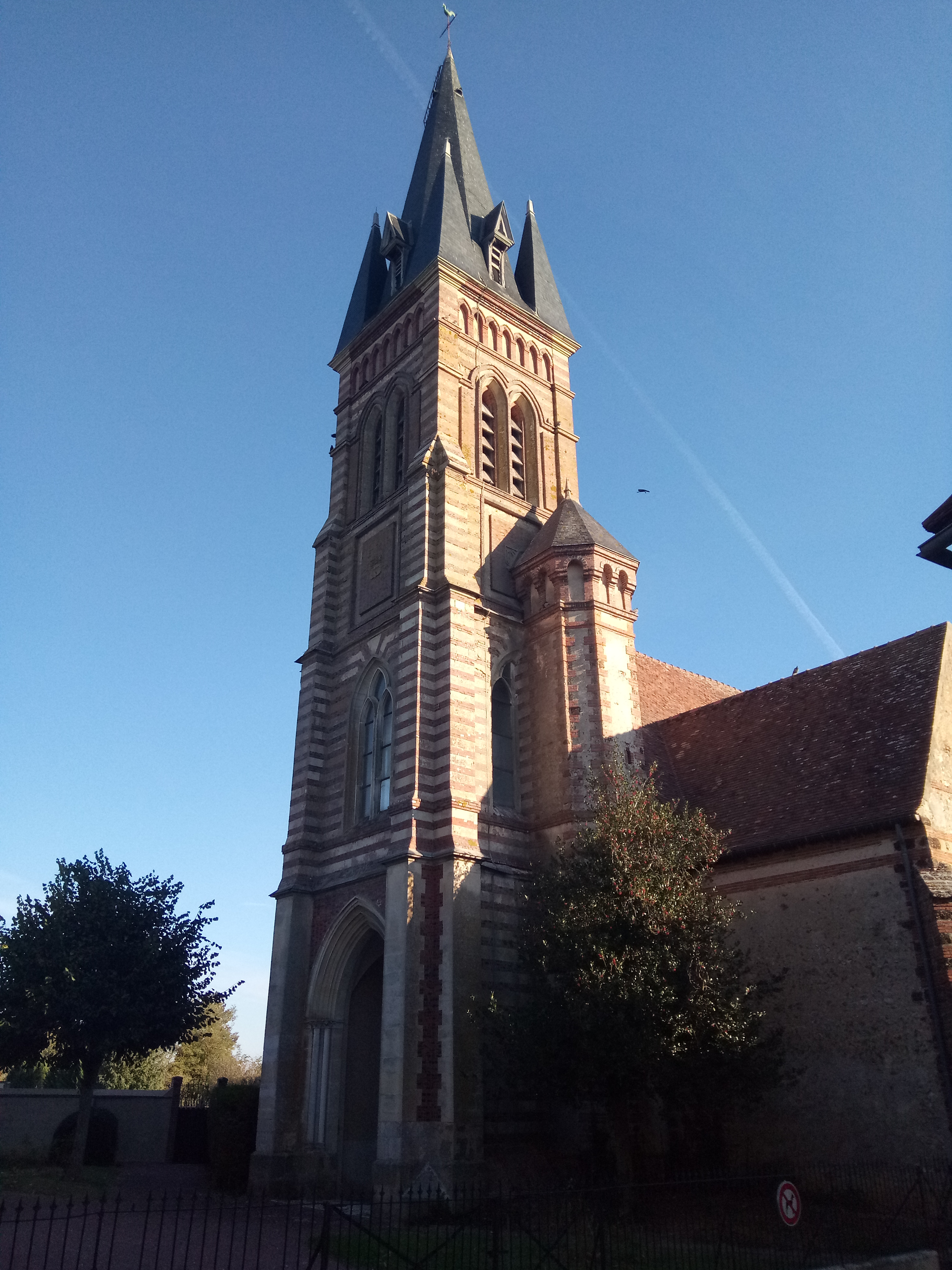
Kirche
Notre-Dame-du-Pasme

| Bevölkerungsentwicklung | Bevölkerungsentwicklung | Bevölkerungsentwicklung | Bevölkerungsentwicklung | Bevölkerungsentwicklung | Bevölkerungsentwicklung | Bevölkerungsentwicklung | Bevölkerungsentwicklung | Bevölkerungsentwicklung |
| ----------------------- | ----------------------- | ----------------------- | ----------------------- | ----------------------- | ----------------------- | ----------------------- | ----------------------- | ----------------------- |
| Jahr                    | 1962                    | 1968                    | 1975                    | 1982                    | 1990                    | 1999                    | 2008                    | 2017                    |
| Einwohner               | 1968                    | 2081                    | 2248                    | 2338                    | 2459                    | 2423                    | 2549                    | 2619                    |

## Persönlichkeiten
Michel Boisrond (1921–2002), Filmregisseur und Drehbuchautor, in Châteauneuf geboren